# Calle de Arango
La calle de Arango fue una vía pública de la ciudad española de Madrid, ya desaparecida.

## Descripción
La vía estaba situada entre la calle de Santa Feliciana y la de La Habana. Aparece descrita en Las calles de Madrid (1889) de Hilario Peñasco de la Puente y Carlos Cambronero con las siguientes palabras:

Arango. Entre las calles de Santa Feliciana y de la Habana. Es de apertura moderna. Lleva este nombre por haberse abierto en terrenos que fueron de la propiedad del Sr. Arango. En el núm. 1 se halla el Asilo de Nuestra Señora de la Asunción.
(Peñasco de la Puente y Cambronero, 1889, p. 6)